# César Rendueles

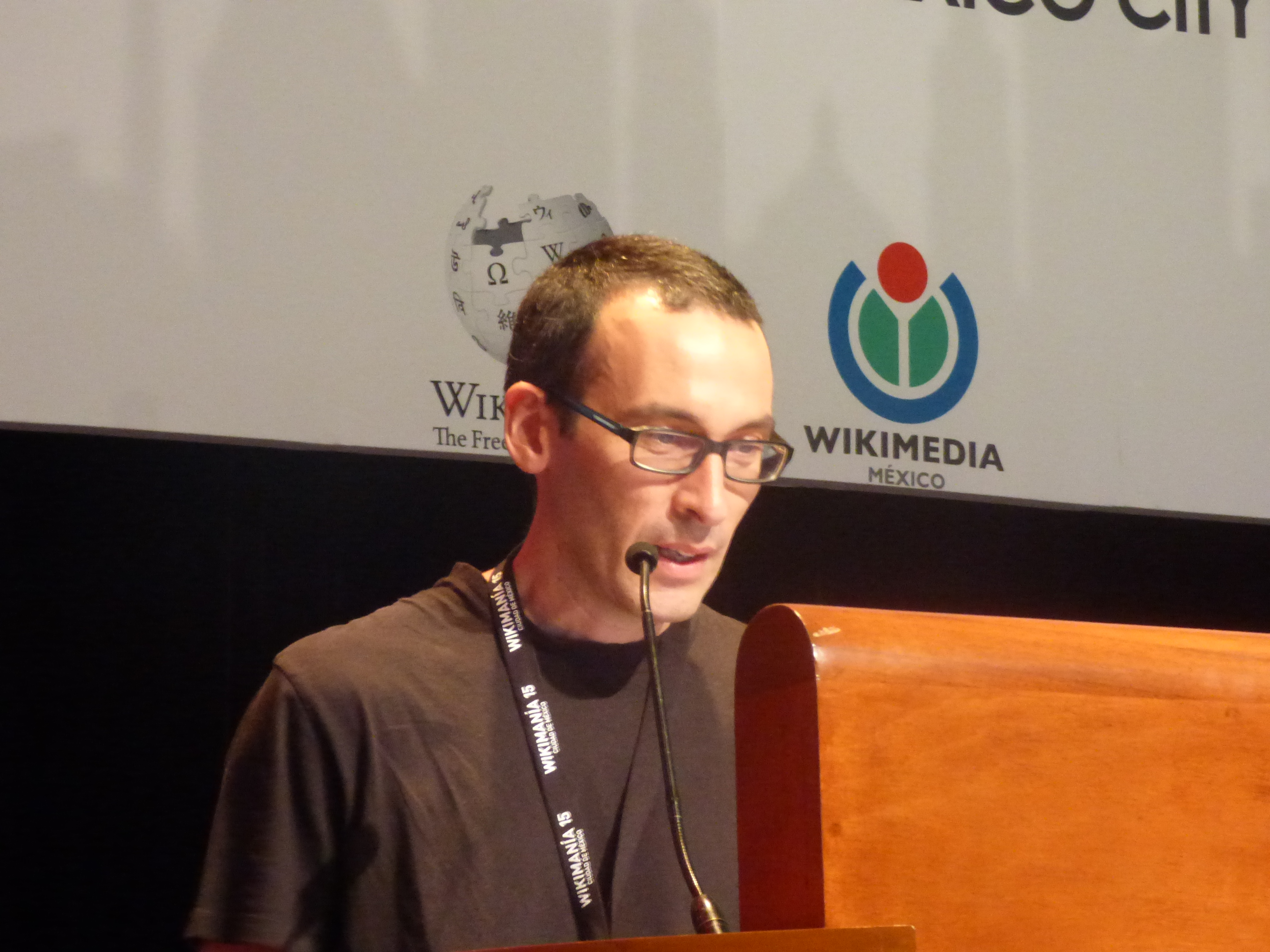
César Rendueles, 2015

César Rendueles (geboren am 1. Januar 1975  in Girona) ist ein spanischer Soziologe, Hochschullehrer, Intellektueller und Essayist.

## Leben
Rendueles wuchs in Gijon auf.
Er erwarb einen akademischen philosophischen Doktorgrad, war Assistenzprofessor an der Universität Carlos III und Gastprofessor an der Universidad Nacional de Colombia. Gegenwärtig lehrt er seit 2014 als Lehrstuhlinhaber Soziologie an der Universität Complutense Madrid. Er war Gründungsmitglied der Gruppe Ladinamo, die das gleichnamige Magazin herausgab, das sich mit kulturellen und sozialen Entwicklungen in Lateinamerika befasste. Er gestaltete acht Jahre lang (2003–2012) als künstlerischer Leiter Kunstprojekte beim Círculo de Bellas Artes (Kunstverein) in Madrid. Als Essayist schreibt er häufig über Epistemologie, politische Philosophie und Kulturkritik in Fachzeitschriften.
Er war Herausgeber zweier Zusammenstellungen von Werken von Karl Marx: eine Anthologie von Das Kapital (2010) und eine Sammlung von Texten zum historischen Materialismus (2012). Außerdem gab er klassisch gewordene Essays von Autoren wie Walter Benjamin, Karl Polanyi oder Jeremy Bentham heraus und brachte dazu viele eigene Übersetzungen heraus. Im Jahre 2011 war er Kurator der großen Hauptstadt-Ausstellung Walter Benjamin: Constellations. Kulturjournalistisch schreibt er oft für El Pais als Kritiker und Intellektueller.
Sein Buch Sociofobia: El cambio político en la era de la utopía digital (2013) hatte eine große Publikumswirkung und wurde von der überregionalen spanischen Tageszeitung El País als eines der zehn „Bücher des Jahres“ herausgestellt. Darin untersucht der Autor kritisch die Bedeutung sozialer Netzwerke und des Internets für politische Handlungsmöglichkeiten. Sein Ergebnis lautet, deren Effekt sei zersetzend und generiere eher eine verarmte als eine das Selbstbewusstsein steigernde soziale Realität, indem sie das Selbstvertrauen absenke, wie weit Hilfreiches von politischen Interventionen oder persönlichen Beziehungen zu erwarten sei.
Er hinterfragt zunächst den ideologischen Konsens hinsichtlich der Fähigkeit der Kommunikationstechnologien, positive soziale Dynamiken auszulösen. In einem zweiten Schritt zeigt seine Analyse der kapitalistischen Gesellschaft, dass sie ein System sei, das sich destruktiv auswirkt auf Gemeinschaftsbeziehungen und isolierte Bürger ins Zentrum politischer Rettungsversuche stelle. Konzepte wie der kritische Fachbegriff des „Cyberfetischismus“ stehen im Fokus dieses Denkansatzes.
Mit seinem Buch Capitalismo canalla reist Rendueles durch die letzten Jahrhunderte der europäischen Kultur- und Sozialgeschichte und kommentiert versiert und prägnant wiederkehrende Erscheinungsformen des „Ungeists“ anhand von literarischen Darstellungen und Zitaten. Beispielsweise zitiert er die „Bienenfabel“ von Bernard Mandeville aus dem Jahr 1714 und weist das Fortleben solcher Phänomene bis in die Gegenwart nach. Anhand von Werken der Weltliteratur untersucht er unter anderem die Frage, wieso wir in der Erwerbsarbeitswelt „Formen der Unterordnung akzeptieren, die wir in jedem anderen Bereich unseres Lebens als abstoßend empfinden würden“.
In seinem Buch Los bienes comunes. ¿Oportunidad o espejismo? (2016), das noch nicht auf Deutsch vorliegt, befasst er sich mit der Frage, ob Gemeingüter, wie sie beispielsweise auch die Wikipedia darstellt, Opportunität oder „trügerische Spiegelung“ bedeuten könnten.
César Rendueles lebt und arbeitet in Madrid.

## Werke
- Sociofobia: El cambio político en la era de la utopía digital, Penguin Random House Grupo Editorial México 2013. ISBN 978-607-31-2787-5.
  - Soziophobie : politischer Wandel im Zeitalter der digitalen Utopie, aus dem Spanischen von Raul Zelik, Suhrkamp, Berlin 2015, ISBN 978-3-518-12690-5.
- Capitalismo canalla. Una historia personal del capitalismo a través de la literatura, Seix Barral 2015
  - Kanaillen-Kapitalismus – Eine literarische Reise durch die Geschichte der freien Marktwirtschaft,  Suhrkamp, Berlin 2018, ISBN  978-3-518-12737-7.
- En bruto. Una reivindicación del materialismo histórico, Los Libros de la Catarata 2016, ISBN 978-84-9097-172-7.
- Los bienes comunes. ¿Oportunidad o espejismo? (mit Joan Subirats), Icaria Editorial 2016, ISBN 978-84-9888-736-5.
- Contra la igualdad de oportunidades. Un panfleto igualitarista, Seix Barral, Barcelona 2020.
  - Gegen Chancengleichheit. Ein egalitaristisches Pamphlet. Aus dem Spanischen von Raul Zelik, Suhrkamp, Berlin 2022, ISBN 978-3-518-02980-0.[8]

## Belege
1. ↑  Prof. Cesar Rendueles, ucm.es, abgerufen am 2. Dezember 2019.
2. ↑  César Rendueles short biography, abgerufen am 2. Dezember 2019 (englisch)
3. ↑  Artikel von Rendueles in El Pais, abgerufen am 2. Dezember 2019.
4. ↑  Conversation with Spanish social critic César Rendueles, networkcultures.org vom 25. Oktober 2014, abgerufen am 2. Dezember 2019 (englisch)
5. ↑  Warum digitale Utopien die Zusammenarbeit schwächen, erklärt César Rendueles, taz vom 5.  März  2016, abgerufen am 3. Dezember 2019.
6. ↑  Gegenwartsdiagnose: „Wir Lebenszeitverkäufer“, sueddeutsche.de vom 28. November 2018, abgerufen am 2. Dezember 2019.
7. ↑  Instituto Cervantes: César Rendueles und Raul Zelik, literaturfest-muenchen.de vom 19. November 2019, abgerufen am 2. Dezember 2019.
8. ↑  Spanischer Soziologe César Rendueles: „Gleichheit muss wieder ein allgemeingültiger Wert werden“. 2. Januar 2023, abgerufen am 1. April 2024.

| Personendaten    | Personendaten                                                       |
| ---------------- | ------------------------------------------------------------------- |
| NAME             | Rendueles, César                                                    |
| KURZBESCHREIBUNG | spanischer Soziologe, Hochschullehrer, Intellektueller und Essayist |
| GEBURTSDATUM     | 1. Januar 1975                                                      |
| GEBURTSORT       | Girona, Spanien                                                     |